# ユニバーサル・スタジオ・ジャパンのショップの一覧
- ユニバーサル・パークス&リゾーツ > ユニバーサル・スタジオ・ジャパン > ユニバーサル・スタジオ・ジャパンのショップの一覧

ユニバーサル・スタジオ・ジャパンのショップの一覧（ユニバーサル・スタジオ・ジャパンのショップのいちらん）は、ユニバーサル・スタジオ・ジャパン内に設置されている各種ショップをまとめたものである。

## ハリウッド・エリア

### イッツ・ソー・フラッフィ！
| イッツ・ソー・フラッフィ！ | イッツ・ソー・フラッフィ！ |
| -------------------------- | -------------------------- |
| オープン日                 | 2018年11月7日              |
| 商品ジャンル               | 「フラッフィ」グッズ       |

イッツ・ソー・フラッフィ！（英: It's Soooo Fluffy!）は、映画『怪盗グルー』シリーズに登場するユニコーンのぬいぐるみ「フラッフィ」のグッズを専門に取り扱うショップである。
このショップでは、「フラッフィ」のぬいぐるみやアクセサリー、ステーショナリーなど、フラッフィ関連のアイテムを幅広く取り扱っている。
以前は「モッピーのラッキー・スポット」として、「モッピー」のグッズを販売していたが、クローズ後、2018年11月7日に「フラッフィ」専門ショップとしてリニューアルオープンした。
ショップの外観は、映画『ハリウッド・アルバム』に登場する「茶色の山高帽」をモデルにデザインされている。

### イルミネーション・シアター・ストア
| イルミネーション・シアター・ストア | イルミネーション・シアター・ストア          |
| ---------------------------------- | ------------------------------------------- |
| オープン日                         | 2019年4月18日                               |
| 商品ジャンル                       | 『SING/シング』、イルミネーション映画グッズ |

イルミネーション・シアター・ストア（英: Illumination Theater Store）は、映画『SING/シング』をはじめとするイルミネーション制作の映画関連グッズを取り扱うショップである。
ショップは“劇場の売店”をコンセプトとしており、キャラクターをモチーフにしたぬいぐるみやアパレル、文房具、アクセサリーなど、幅広い商品を取り揃えている。

また、同日にオープンしたアトラクション『シング・オン・ツアー』の出口に直結しており、アトラクション体験後にそのまま立ち寄ることができる構造となっている。

### カリフォルニア・コンフェクショナリー
| カリフォルニア・コンフェクショナリー | カリフォルニア・コンフェクショナリー |
| ------------------------------------ | ------------------------------------ |
| オープン日                           | 2001年3月31日 (USJと同時にオープン)  |
| 商品ジャンル                         | 菓子                                 |
| 協賛                                 | 三井住友カード株式会社               |

カリフォルニア・コンフェクショナリー（英: California Confectionery）は、ユニバーサル・スタジオ・ジャパン内で最大級の菓子を取り扱うショップである。。
このショップでは、パーク内で販売されているほぼすべての菓子を取り揃えており、定番のスイーツから限定デザインのパッケージ商品まで幅広く取り扱っている。また、話題のグッズも展開している。
隣接するショップである「ビバリーヒルズ・ギフト」や「ロデオドライブ・スーベニア」と直結しており、複数のショップをシームレスに回遊できるのが特徴である。
ショップの外観デザインは、以下の映画に登場するショップがモデルとなっている。
- 『ビバリーヒルズ・バム』に登場する「ジョアンのアプリオリ」
- 『キャンプ・ビバリー・ヒルズ』に登場する「ラ・ボンボニール高級チョコレート」
- 『プリティ・ウーマン』に登場する「ラ･シェドール」、「サージオ・アバロス」、「ランド・オブ・ノッド・ビバリー・ヒルズ」、「グルメ・チョコレート」

### シネマ 4-D ストア
| シネマ 4-D ストア | シネマ 4-D ストア                   |
| ----------------- | ----------------------------------- |
| オープン日        | 2001年3月31日 (USJと同時にオープン) |
| 商品ジャンル      | 期間限定グッズ                      |

シネマ 4-D ストア（英: Cinema 4-D Store）は、期間限定のイベントグッズを取り扱うショップである。
このショップは「シネマ 4-D シアター」の出口に直結しており、シアターで上映されている作品に関連するオリジナルグッズを販売している。商品ラインナップは上映作品に合わせて随時更新され、店内の装飾も各作品の世界観を反映したデザインとなっている。

シアターでの鑑賞後、そのまま作品の余韻を楽しみながら関連グッズを購入できるため、イベント時期には多くのゲストで賑わうショップとなっている。

### スタジオギフト・イースト
| スタジオギフト・イースト | スタジオギフト・イースト            |
| ------------------------ | ----------------------------------- |
| オープン日               | 2001年3月31日 (USJと同時にオープン) |
| 商品ジャンル             | トータル・スーベニア                |
| サービス                 | ホームデリバリーサービス            |

スタジオギフト・イースト（英: Studio Gifts East）は、トータル・スーベニアを取り扱うショップである。
パークの人気商品を豊富に取り揃えており、定番のキャラクターグッズや限定アイテムなど、幅広い商品ラインナップが特徴である。ショップはパーク外に位置しており、パークを退園した後でも買い物を楽しむことができる。
また、ホームデリバリーサービスを併設しており、購入したグッズを自宅など希望の場所へ配送することが可能である。これにより、まとめ買いをした際でも手荷物を気にせずパーク内を楽しむことができる。

### スタジオギフト・ウエスト
| スタジオギフト・ウエスト | スタジオギフト・ウエスト            |
| ------------------------ | ----------------------------------- |
| オープン日               | 2001年3月31日 (USJと同時にオープン) |
| 商品ジャンル             | パークの定番商品                    |
| サービス                 | 免税（外国人旅行者対象）            |

スタジオギフト・ウエスト（英: Studio Gifts West）は、アトラクションやパークのキャラクターをモチーフにした菓子やキーチェーンなど、定番商品を取り扱うショップである。
外国人旅行者向けの免税サービスを実施しており、パーク内の物販店舗での買い物が（一部カートなどを除き）免税対象となる。
また、過去には年間パスポート所持者向けに、対象グッズを優待価格で購入できるキャンペーンも実施されていた。豊富な商品ラインナップと利便性の高いサービスを提供するショップとして、多くのゲストに利用されている。

### スタジオスタイル
| スタジオスタイル | スタジオスタイル |
| ---------------- | ---------------- |
| オープン日       | 不明             |
| 商品ジャンル     | ミニオングッズ   |

スタジオスタイル（英: Studio Style）は、「ミニオン」のグッズを専門に取り扱うショップである。
このショップには、「ミニオン」たちがショップをジャックしたというユニークなストーリーが設定されており、店内はミニオンの世界観を反映した装飾で彩られている。
外観デザインは、映画『さらば愛しき女よ』に登場する「ハリウッド・ダンス場」をモデルとしている。

#### 特別イベントと限定グッズ
2022年6月24日から6月30日まで、『ミニオン・パーク』の5周年と映画『ミニオンズ フィーバー』の公開を記念して、ストリートブランドアーティスト「VERDY」とのコラボレーションによる限定コレクション「Minions x Vick」第2弾のグッズが国内最速で販売された。

販売前日の6月23日には、発売記念セレモニーが開催され、VERDY本人とアイコンキャラクターのVick、そして新しいコスチュームを纏った「ミニオン」たちが登場した。さらに、オープン初日となる6月24日限定で、「ミニオン」とVERDYのアイコンキャラクター「Vick」に会える特別なグリーティングイベントも実施された。

### スペース・ファンタジー・ステーション
| スペース・ファンタジー・ステーション | スペース・ファンタジー・ステーション                            |
| ------------------------------------ | --------------------------------------------------------------- |
| オープン日                           | 2010年3月19日                                                   |
| 商品ジャンル                         | 人気グッズ・セレクション 「XRライド」に関するキャラクターグッズ |

スペース・ファンタジー・ステーション（英: Space Fantasy Station）は、人気グッズを専門に取り扱うショップであり、アトラクション『スペース・ファンタジー・ザ・ライド』のオープンと同日にオープンした。
オープン当初は、『スペース・ファンタジー・ザ・ライド』に登場するキャラクターグッズを中心に取り扱い、店内の装飾も宇宙をテーマとしたアトラクションの世界観に合わせたデザインとなっていた。

アトラクションの運営時には、パーク内の人気グッズを幅広く提供する一方で、「XRライド」開催時には、その期間限定で上映される作品のオリジナルグッズを取り扱い、店内装飾もその作品に合わせて変更される。

### バックロット・アクセサリー
| バックロット・アクセサリー | バックロット・アクセサリー |
| -------------------------- | -------------------------- |
| オープン日                 | 不明                       |
| 商品ジャンル               | 身に着けグッズ             |

バックロット・アクセサリー（英: Backlot Accessories）は、身に着けグッズを専門に取り扱うショップである。
メインゲートを入ってすぐの場所に位置しており、パークを楽しむための必須アイテムを豊富に取り揃えている。主な商品には、人気キャラクターのカチューシャやTシャツなど、パーク内での写真撮影やアトラクション体験をより楽しむためのファッションアイテムが含まれる。

### ハリウッド・スペシャルティ・ストア
| ハリウッド・スペシャルティ・ストア | ハリウッド・スペシャルティ・ストア |
| ---------------------------------- | ---------------------------------- |
| オープン日                         | 2024年7月12日                      |
| 商品ジャンル                       | トータルスーベニア                 |

ハリウッド・スペシャルティ・ストア（英: Hollywood Specialty Store）は、バリエーション豊かなグッズを取り扱うショップである。
このショップでは、「ミニオン」、「セサミストリート」、「ピーナッツ」、『スーパー・ニンテンドー・ワールド』など、人気キャラクターごとに区分けされた陳列が特徴となっている。
商品ラインナップは、カチューシャなどの身に着けアイテムから、お土産に最適な菓子類や小物まで、定番の人気商品が揃っており、幅広いゲストのニーズに対応している。
このショップは、かつて『ピーナッツ』や『セサミストリート』のグッズを取り扱っていた「ピーナッツ・コーナーストア」および「キャラクターズ・フォー・ユー」がクローズした後、2024年7月12日にリニューアルオープンしたものである。
ショップの外観は、次の映画に登場する施設をモデルとしている。
- 『カリフォルニア・スイート』に登場する「クリエイティブ・キッチン・デザイン」
- 『ボディ・ダブル』に登場する「ソーホー・シーク」。

### ハローキティ・デザインスタジオ
| ハローキティ・デザインスタジオ | ハローキティ・デザインスタジオ                   |
| ------------------------------ | ------------------------------------------------ |
| オープン日                     | 2017年2月23日                                    |
| 商品ジャンル                   | 「ハローキティ」「クロミ」「マイメロディ」グッズ |

ハローキティ・デザインスタジオ（英: Hello Kitty Design Studio）は、「ハローキティ」をはじめ、「クロミ」や「マイメロディ」のグッズを取り扱うショップである。
もともとは「「ハローキティ」のキャラクターグッズ専門店として運営されていたが、2023年より開催された『クロミ・ライブ』をきっかけに、「クロミ」や「マイメロディ」のオリジナルグッズも展開されるようになった。これにより、より幅広いサンリオファンに向けたラインナップが提供されている。
以前は「Smoo・chu」というファッションアイテムを取り扱うショップであったが、クローズ後、2017年2月23日に「ハローキティ・デザインスタジオ」としてリニューアルオープンした。
ショップの外観は、以下の映画に登場する建物をモデルとしている。
- 『三つ数えろ』に登場する「商工会議所」
- 『百萬圓貰ったら（英語版）』に登場する「世界の交差点」

### ビバリーヒルズ・ギフト
| ビバリーヒルズ・ギフト | ビバリーヒルズ・ギフト              |
| ---------------------- | ----------------------------------- |
| オープン日             | 2001年3月31日 (USJと同時にオープン) |
| 商品ジャンル           | シーズン限定グッズ 最新グッズ       |

ビバリーヒルズ・ギフト（英: Beverly Hills Gifts）は、シーズン限定グッズや最新グッズを取り扱うショップである。
パークのエントランス近くに位置し、隣接するショップである「ロデオドライブ・スーベニア」や「カリフォルニア・コンフェクショナリー」と直結しているため、スムーズに複数の店舗を回遊できる利便性がある。
かつては『ウィザーディング・ワールド・オブ・ハリー・ポッター』のグッズを専門に取り扱い、店内も暗めの内装で統一されていた。しかし、2021年11月19日にリニューアルオープンし、明るい雰囲気の店内へと一新された。現在は、季節ごとの限定商品や最新アイテムを中心に取り扱っており、幅広いゲストに対応したラインナップを展開している。
ショップの外観は、以下の映画に登場する建物をモデルとしている。
- 『ビバリーヒルズ・コップ』に登場する「アーテル」
- 『ゲット・ショーティ』に登場する「エル・モンド・インフィニティ」

### マリオ・カフェ＆ストア
| マリオ・カフェ＆ストア | マリオ・カフェ＆ストア                     |
| ---------------------- | ------------------------------------------ |
| オープン日             | 2020年10月16日                             |
| 商品ジャンル           | 『スーパー・ニンテンドー・ワールド』グッズ |

マリオ・カフェ＆ストア（英: Mario Cafe & Store）は、『マリオシリーズ』に登場するキャラクターグッズを取り扱うショップであり、『スーパー・ニンテンドー・ワールド』の世界観を反映したデザインとなっている。
『スーパー・ニンテンドー・ワールド』のオープンに先駆けて、2020年10月16日にオープンした。取り扱い商品は、「WHOSE CAP?（誰の帽子？）」とデザインされたシリーズを中心に展開されており、マリオとルイージの帽子や、ピーチ姫のクラウンなど、マリオシリーズを象徴するアクセサリーやアパレルアイテムといったゲーム内アイコンをモチーフにしたオリジナルグッズが販売されている。
同名のカフェが隣接しており、ショップで販売されているデザインを取り入れたオリジナルフードやドリンクも楽しむことができる。グッズとフードの両方でマリオの世界観を満喫できる点が特徴である。
ショップの外観は、ハリウッドに実在する1938年開業の現像所をモデルにしており、レトロな雰囲気と現代的なポップデザインが融合した独自のスタイルを持っている。

### ユニバーサル・スタジオ・ストア
| ユニバーサル・スタジオ・ストア | ユニバーサル・スタジオ・ストア      |
| ------------------------------ | ----------------------------------- |
| オープン日                     | 2001年3月31日 (USJと同時にオープン) |
| 商品ジャンル                   | トータルスーベニア                  |

ユニバーサル・スタジオ・ストア（英: Universal Studios Store）は、ユニバーサル・スタジオ・ジャパン内で最大規模を誇るトータルスーベニアショップである。
店内では、パークを代表する人気商品を中心に、キーチェーン、Tシャツ、おもちゃなど、バラエティ豊かなアイテムを取り揃えている。ユニバーサル作品に関連するグッズやキャラクターアイテムも豊富で、幅広いゲストのニーズに対応するラインナップとなっている。
ショップの外観は、次の映画に登場する建物をモデルとしている。
- 『シャンプー』に登場する「ハウス・オブ・フェリーン」
- 『ビバリーヒルズ・コップ2』に登場する「サントリ・アパレル」
- 『ゲット・ショーティ』に登場する「クラリッジ香水店」
- 『プリティ・ウーマン』に登場する「BEVERLY WILSHIRE HOTEL」
- 『キャンプ・ビバリー・ヒルズ』に登場する「K.B.ギャラリー」

### ユニバーサル・スタジオ・セレクト
| ユニバーサル・スタジオ・セレクト | ユニバーサル・スタジオ・セレクト |
| -------------------------------- | -------------------------------- |
| オープン日                       | 2019年7月12日                    |
| 商品ジャンル                     | 「UNIVRS」グッズ                 |

ユニバーサル・スタジオ・セレクト（英: Universal Studio Select）は、ユニバーサル・ピクチャーズのキャラクターたちが描かれたブランド「UNIVRS」のグッズを取り扱うショップである。
アトラクション「ユニバーサル・モンスター・ライブ・ロックンロール・ショー」の出口に直結しており、アトラクションの余韻を楽しみながらショッピングを楽しめる構造となっている。
もともとこの場所は、「ハリウッド・パーティ」という身に着けグッズを扱うショップだったが、クローズ後の2019年7月12日に「ユニバーサル・スタジオ・セレクト」としてリニューアルオープンした。リニューアル後は、2024年6月6日まで「ユニバーサル・グローブ」グッズやユニバーサル映画をテーマにしたアイコニックな商品を取り扱っていた。しかし、2024年6月7日からは、ユニバーサル・ピクチャーズのキャラクターをモチーフとした「UNIVRS」ブランドのグッズを本格的に展開している。
ショップの外観は、次の映画に登場する施設をモデルとしている。
- 『SF/ボディ・スナッチャー』に登場する「ラルフ・スーパーマーケット」
- 『アレックス・イン・ワンダーランド』に登場する「モンマルトル・カフェ」

### ロデオドライブ・スーベニア
| ロデオドライブ・スーベニア | ロデオドライブ・スーベニア          |
| -------------------------- | ----------------------------------- |
| オープン日                 | 2001年3月31日 (USJと同時にオープン) |
| 商品ジャンル               | トータルスーベニア                  |
| 協賛                       | 三井住友カード株式会社              |

ロデオドライブ・スーベニア（英: Rodeo Drive Souvenirs）は、「セサミストリート」、「スヌーピー」、「ミニオン」など、ユニバーサル・スタジオ・ジャパンで人気のキャラクターグッズを中心に取り扱うショップである。
ショップは、隣接する「ビバリーヒルズ・ギフト」や「カリフォルニア・コンフェクショナリー」と直結しており、複数のショップをシームレスに回遊できる利便性の高い構造となっている。キャラクターごとに区分けされたディスプレイやバリエーション豊かな商品ラインナップにより、家族連れやキャラクターファンにとって魅力的なショッピング体験を提供している。
外観は、映画『シャンプー』に登場する「ビバリー・ヒルズ・クーチュリエール」をモデルとしている。

## ニューヨーク・エリア

### ユニバーサル・スタジオ・スーベニア
| ユニバーサル・スタジオ・スーベニア | ユニバーサル・スタジオ・スーベニア |
| ---------------------------------- | ---------------------------------- |
| オープン日                         | 2012年1月10日                      |
| 商品ジャンル                       | 『名探偵コナン』キャラクターグッズ |

ユニバーサル・スタジオ・スーベニア（英: Universal Studios Souvenirs）は、『名探偵コナン』のキャラクターグッズを取り扱うショップである。
もともとは、パーク内で人気のある定番グッズやセレクションアイテムを取り扱っていたが、『名探偵コナン 4-D ライブ・ショー 〜星空の宝石〜』のオープンに合わせて、同アトラクションに関連するグッズや、『ユニバーサル・クールジャパン』関連商品の取り扱いに特化したショップへとリニューアルされた。
ショップの外観は、映画『スーパーマン』に登場する新聞社、「デイリー プラネット社」をモデルにしている。

## ジュラシック・パーク

### ジュラシック・アウトフィッターズ
| ジュラシック・アウトフィッターズ | ジュラシック・アウトフィッターズ    |
| -------------------------------- | ----------------------------------- |
| オープン日                       | 2001年3月31日 (USJと同時にオープン) |
| 商品ジャンル                     | 『ジュラシック・ワールド』グッズ    |

ジュラシック・アウトフィッターズ（英: Jurassic Outfitters）は、映画『ジュラシック・ワールド』に関連するグッズを取り扱うショップである。
このショップは、アトラクション『ジュラシック・パーク・ザ・ライド』の出口に直結しており、アトラクション体験後にそのまま立ち寄ることができる。恐竜をモチーフにしたアパレルやアクセサリー、フィギュア、文房具など、映画の世界観を反映したアイテムが豊富に揃っている。

### ジュラシック・パーク・ザ・ライド・フォト
| ジュラシック・パーク・ザ・ライド・フォト | ジュラシック・パーク・ザ・ライド・フォト |
| ---------------------------------------- | ---------------------------------------- |
| オープン日                               | 2001年3月31日 (USJと同時にオープン)      |
| 商品ジャンル                             | フォトサービス                           |

ジュラシック・パーク・ザ・ライド・フォト（英: Jurassic Park - The Ride Photo）は、アトラクション『ジュラシック・パーク・ザ・ライド』の体験中に撮影された写真を購入できるフォトサービスである。
このフォトサービスは、アトラクションの出口に設置されており、ゲストはスリリングなライド中の瞬間を記録した写真をその場で確認し、購入することができた。
しかし、アトラクションが大規模改修を経て2025年1月8日に再開した後も、このフォトサービスはクローズしたままとなっている。現時点で再開の予定は発表されていない。

### フライング・ダイナソー・フォト
| フライング・ダイナソー・フォト | フライング・ダイナソー・フォト |
| ------------------------------ | ------------------------------ |
| オープン日                     | 2016年3月18日                  |
| 商品ジャンル                   | フォトサービス                 |

フライング・ダイナソー・フォト（英: The Flying Dinosaur Photo）は、アトラクション『ザ・フライング・ダイナソー』の体験中に撮影された写真を購入できるフォトサービスである。
このサービスは、アトラクションの出口エリアに設置されており、ライド中の写真をその場で確認し、購入することができる。購入した写真は、プテラノドンがリアルに飛び出すデザインの特製ホルダーに入れて提供される。

## アミティ・ビレッジ

### ジョーズ・フォト
| ジョーズ・フォト | ジョーズ・フォト                    |
| ---------------- | ----------------------------------- |
| オープン日       | 2001年3月31日 (USJと同時にオープン) |
| 商品ジャンル     | フォトサービス                      |

ジョーズ・フォト（英: Jaws Photo）は、アトラクション『ジョーズ』の前に設置されたサメのオブジェを背景に撮影された写真を確認・購入できるフォトサービスである。
ゲストは、映画『ジョーズ』の象徴的なサメをバックに記念撮影を行い、その場で写真を確認して購入することができる。

## ユニバーサル・ワンダーランド

### スヌーピー・スタジオ・ストア
| スヌーピー・スタジオ・ストア | スヌーピー・スタジオ・ストア        |
| ---------------------------- | ----------------------------------- |
| オープン日                   | 2001年3月31日 (USJと同時にオープン) |
| 商品ジャンル                 | 『ピーナッツ』グッズ                |

スヌーピー・スタジオ・ストア（英: Snoopy Studios Store）は、『ピーナッツ』のキャラクターグッズを専門に取り扱うショップである。
このショップでは、スヌーピーをはじめとする『ピーナッツ』のキャラクターをモチーフにしたぬいぐるみ、文房具、アパレル、アクセサリーなど、多彩なアイテムを取り揃えている。
また、アトラクション『スヌーピー・サウンド・ステージ・アドベンチャー』と直接行き来できるため、アトラクションの体験後にそのまま関連グッズを購入し、スヌーピーの世界観を引き続き楽しむことができる。

### セサミストリート・キッズ・ストア
| セサミストリート・キッズ・ストア | セサミストリート・キッズ・ストア |
| -------------------------------- | -------------------------------- |
| オープン日                       | 2012年3月16日                    |
| 商品ジャンル                     | 「セサミストリート」グッズ       |

セサミストリート・キッズ・ストア（英: Sesame Street Kids Store）は、『セサミストリート』のキャラクターグッズを専門に取り扱うショップである。
ショップ内では、「エルモ」、「クッキーモンスター」、「ビッグバード」などをモチーフにしたぬいぐるみやアパレル、文房具、アクセサリーなど、子ども向けのアイテムを中心に多彩な商品を取り揃えている。
さらに、隣接する「ハローキティのリボン・ブティック」と直結しているため、複数のショップをスムーズに回遊できるのも特徴である。

### ハローキティのフォト・ショップ
| ハローキティのフォト・ショップ | ハローキティのフォト・ショップ |
| ------------------------------ | ------------------------------ |
| オープン日                     | 2012年3月16日                  |
| 商品ジャンル                   | フォトサービス                 |

ハローキティのフォト・ショップ（英: Hello Kitty's Photo Shop）は、「ハローキティのリボン・コレクション」で撮影されたハローキティとの写真を購入できるフォトサービスである。

このフォトショップは、同施設の出口に設置されており、ゲストはハローキティとの思い出の瞬間を写真としてその場で確認・購入することができる。写真は、パーク限定デザインの特製フォトホルダーに入れて提供される。

### ハローキティのリボン・ブティック
| ハローキティのリボン・ブティック | ハローキティのリボン・ブティック |
| -------------------------------- | -------------------------------- |
| オープン日                       | 2012年3月16日                    |
| 商品ジャンル                     | 「ハローキティ」グッズ           |

ハローキティのリボン・ブティック（英: Hello Kitty's Ribbon Boutique）は、「ハローキティ」のグッズを専門に取り扱うショップである。
店内では、ハローキティをモチーフにしたぬいぐるみ、アクセサリー、アパレル、ステーショナリーなど、多彩なアイテムが取り揃えられている。
また、隣接する「セサミストリート・キッズ・ストア」と直結しているため、両ショップをスムーズに回遊することができる。

## ウィザーディング・ワールド・オブ・ハリー・ポッター

### オリバンダーの店
| オリバンダーの店 | オリバンダーの店 |
| ---------------- | ---------------- |
| オープン日       | 2014年7月15日    |
| 商品ジャンル     | マジック・ワンド |

オリバンダーの店（英: Ollivanders）は、魔法の杖「マジック・ワンド」を取り扱うショップである。
店内には、無数の杖の箱が天井まで積み上げられた壮観な空間が広がっており、ゲストは杖の番人とともに「杖が魔法使いを選ぶ」体験を楽しむことができる。この体験では、『ハリー・ポッター』シリーズに登場するような、魔法の世界の一端を実際に味わうことができる。
販売されている商品には、ハリー・ポッターの映画に登場するキャラクターたちの杖や、コレクター向けの杖セットなどが含まれており、ファン必見のアイテムが揃っている。

### グラドラグス魔法ファッション店
| グラドラグス魔法ファッション店 | グラドラグス魔法ファッション店 |
| ------------------------------ | ------------------------------ |
| オープン日                     | 2014年7月15日                  |
| 商品ジャンル                   | 女性向けファッションアイテム   |

グラドラグス魔法ファッション店（英: Gladrags Wizardwear）は、衣服をはじめ、アクセサリーやジュエリーなど、女性向けのファッションアイテムを中心に取り扱うショップである。
このショップは、ハリー・ポッターとハーマイオニーが屋敷しもべ妖精のドビーのために靴下を購入した店をモデルとしており、映画『ハリー・ポッター』シリーズの世界観を忠実に再現している。
店内のショーウインドーには、クリスマスのダンス・パーティでハーマイオニーが着用していたドレスが展示されている。

### ゾンコの「いたずら専門店」
| ゾンコの「いたずら専門店」 | ゾンコの「いたずら専門店」  |
| -------------------------- | --------------------------- |
| オープン日                 | 2014年7月15日               |
| 商品ジャンル               | いたずら道具 ジョークグッズ |

ゾンコの「いたずら専門店」（英: Zonko’s Joke Shop）は、いたずら道具やジョークグッズを専門に取り扱うショップである。
店内には、魔法界ならではのユニークで遊び心あふれるアイテムが並んでおり、訪れるゲストを楽しませている。たとえば、怪しい人物の存在を光って知らせる「かくれん防止器」や、盗み聞きができる「伸び耳」、さらには凶暴な「噛み付きフライヤー」といった、物語に登場するアイテムを実際に手に取ることができる。

### ダービシュ・アンド・バングズ
| ダービシュ・アンド・バングズ | ダービシュ・アンド・バングズ |
| ---------------------------- | ---------------------------- |
| オープン日                   | 2014年7月15日                |
| 商品ジャンル                 | 雑貨                         |

ダービシュ・アンド・バングズ（英: Dervish and Banges）は、魔法用具や雑貨を取り扱うショップである。
店内には、「メラメラメガネ」や「万眼鏡」、「怪物的な怪物の本」、「かくれん防止器」など、魔法界をイメージしたユニークなグッズが数多く並んでいる。
さらに、魔法界のスポーツであるクィディッチ関連商品も充実しており、「ニンバス2001」や「ファイアボルト」といった有名な箒のレプリカや、「クアッフル」、「金のスニッチ」など、クィディッチに必要な用具が一式販売されている。

### ハニーデュークス
| ハニーデュークス | ハニーデュークス |
| ---------------- | ---------------- |
| オープン日       | 2014年7月15日    |
| 商品ジャンル     | 菓子             |

ハニーデュークス（英: Honeydukes）は、は、菓子を専門に取り扱うショップであり、映画『ハリー・ポッター』シリーズに登場する魔法界のお菓子を実際に購入できる場所である。
ショップの外観は、ピンクとグリーンを基調としたカラフルなデザインで、魔法界独特の雰囲気を感じさせる佇まいとなっている。
店内では、「バーティー・ボッツの百味ビーンズ」や「蛙チョコレート」をはじめ、「すっぱいペロペロ酸飴」や「爆発ボンボン」など、映画の中で登場したユニークな菓子が豊富に取り揃えられている。

### フィルチの没収品店
| フィルチの没収品店 | フィルチの没収品店 |
| ------------------ | ------------------ |
| オープン日         | 2014年7月15日      |
| 商品ジャンル       | 雑貨               |

フィルチの没収品店（英: Filch’s Emporium of Confiscated Goods）は、雑貨を取り扱うショップであり、映画『ハリー・ポッター』シリーズの世界観を忠実に再現した商品を提供している。
このショップは、ホグワーツ魔法魔術学校の管理人、アーガス・フィルチが校則違反の生徒たちから没収したお宝を販売しているというユニークな設定のもと運営されている。店内では、映画に登場した小道具を再現したアイテムや、魔法界を象徴するさまざまなグッズが販売されている。
さらに、アトラクション『ハリー・ポッター・アンド・ザ・フォービドゥン・ジャーニー』の出口に直結しているため、アトラクション体験後にそのまま立ち寄り、アトラクションの余韻を楽しみながらショッピングを楽しむことができる。

### ふくろう便＆ふくろう小屋
| ふくろう便＆ふくろう小屋 | ふくろう便＆ふくろう小屋 |
| ------------------------ | ------------------------ |
| オープン日               | 2014年7月15日            |
| 商品ジャンル             | 切手 ステーショナリー    |

ふくろう便＆ふくろう小屋（英: Owl Post & Owlery）は、ホグズミードの切手やステーショナリーを取り扱うショップである。
このショップでは、ホグズミードの消印が押された手紙を実際に送ることができる郵便サービスを提供している。また、店内の窓には映画に登場した「吼えメール」がディスプレーされている。
ショップに隣接するふくろう小屋は、アーチ型の天井が特徴的な休憩所となっており、木製の梁に多数のふくろうがとまる様子が再現されている。さらに、大きな時計塔からは時折ふくろうの鳴き声が響き、時を告げる演出も楽しめる。

### ホグワーツ特急のフォト・オポチュニティ
| ホグワーツ特急のフォト・オポチュニティ | ホグワーツ特急のフォト・オポチュニティ |
| -------------------------------------- | -------------------------------------- |
| オープン日                             | 2014年7月15日                          |
| 商品ジャンル                           | フォトサービス                         |

ホグワーツ特急のフォト・オポチュニティ（英: Hogwarts Express Photo）は、ホグワーツ特急の内装を再現したセットで撮影した写真を購入できるフォトサービスである。
このサービスでは、映画『ハリー・ポッター』シリーズに登場するホグワーツ特急の客室を忠実に再現した空間で写真撮影を行うことができ、ゲストはまるでホグワーツ魔法魔術学校へと向かう旅の途中にいるかのような体験を楽しめる。撮影した写真は、特製のフォトホルダーに収めて提供され、思い出の品として持ち帰ることができる。

しかし、現在は長期間にわたってクローズしており、再開時期についての発表はされていない。

### ワイズエーカー魔法用品店
| ワイズエーカー魔法用品店 | ワイズエーカー魔法用品店 |
| ------------------------ | ------------------------ |
| オープン日               | 2014年7月15日            |
| 商品ジャンル             | 雑貨                     |

ワイズエーカー魔法用品店（英: Wiseacre’s Wizarding Equipment）は、魔法界に関連した雑貨を取り扱うショップである。
店内では、双眼鏡、虫めがね、コンパスなど、ホグワーツ魔法魔術学校の生徒が使用するような魔法機器が販売されている。

## ミニオン・パーク

### イーブル・スタッフ
| イーブル・スタッフ | イーブル・スタッフ  |
| ------------------ | ------------------- |
| オープン日         | 2025年7月11日       |
| 商品ジャンル       | ミニオングッズ 雑貨 |

イーブル・スタッフ（英: Evil Stuff）は、　ミニオンやヴィシャス6をテーマにしたグッズを取り扱うショップである。
店内には、憧れの大悪党になりきるためのグッズが並び、『ミニオン・ハチャメチャ・ミッション 〜大悪党への道〜』の世界観を自宅でも楽しめるアイテムがそろう。「ブラスターガン」や、映画に登場する歴代の悪役に扮したミニオンフェイスがデザインされたカチューシャ、アップリケ付きのオーバーオール、悪役に扮したティムのぬいぐるみ、Tシャツなどが販売されている。

### スウィート・サレンダー
| スウィート・サレンダー | スウィート・サレンダー                  |
| ---------------------- | --------------------------------------- |
| オープン日             | 2017年4月21日                           |
| 商品ジャンル           | ミニオン、ティム、フラッフィグッズ 菓子 |
| 協賛                   | イオンフィナンシャルサービス株式会社    |

スウィート・サレンダー（英: Sweet Surrender）は、ミニオンをテーマにした菓子を取り扱うショップである。
このショップは、甘いものが大好きなミニオンたちが手掛けるストアを舞台としている。
ショップの外壁には巨大ガムボール・マシンや、メガサイズのキャンディが設置されている。

### ファン・ストア
| ファン・ストア | ファン・ストア                                             |
| -------------- | ---------------------------------------------------------- |
| オープン日     | 2017年4月21日                                              |
| 商品ジャンル   | ミニオン、ティム、フラッフィグッズ 期間限定グッズ おもちゃ |
| 協賛           | イオンフィナンシャルサービス株式会社                       |

ファン・ストア（英: Fun Store）は、ミニオンをテーマにしたおもちゃを取り扱うショップである。
このショップは、遊びの天才であるミニオンたちのおもちゃ研究開発本部を舞台としており、店内にはユニークで楽しいデザインのおもちゃが並んでいる。

### デリシャス・ミー！フォト・オポチュニティ
| デリシャス・ミー！フォト・オポチュニティ | デリシャス・ミー！フォト・オポチュニティ |
| ---------------------------------------- | ---------------------------------------- |
| オープン日                               | 2017年4月21日                            |
| 商品ジャンル                             | フォトサービス                           |

デリシャス・ミー！フォト・オポチュニティ（英: Delicious Me! Photo Opportunity）は、巨大化したミニオンと一緒に写真を撮影できるフォトサービスである。
このフォトサービスは、大きなクッキーを作るために使用された「拡大銃」によって巨大化したミニオンを背景に、ユニークな写真を撮影できる体験を提供している。
写真はその場で確認・購入でき、パーク限定デザインの特製フォトホルダーに入れて提供される。

### ミニオンズ・ポップ・ショップ
| ミニオンズ・ポップ・ショップ | ミニオンズ・ポップ・ショップ                              |
| ---------------------------- | --------------------------------------------------------- |
| オープン日                   | 2017年4月21日                                             |
| 商品ジャンル                 | ミニオン、ティム、フラッフィグッズ ファッション・アイテム |
| 協賛                         | イオンフィナンシャルサービス株式会社                      |

ミニオンズ・ポップ・ショップ（英: Minions Pop Shop）は、ミニオンをテーマにしたファッション・アイテムを取り扱うショップである。
このショップは、ミニオンたちが最新トレンドを提案するファッションストアという設定で展開されており、Tシャツやキャップ、アクセサリーなど、ファッション・アイテムが豊富に揃っている。
また、ショップの外壁にはミニオンたちが描いたスプレーアートが施されている。

## スーパー・ニンテンドー・ワールド

### スーパースター・プラザ・フォト・オポチュニティ
| スーパースター・プラザ・フォト・オポチュニティ | スーパースター・プラザ・フォト・オポチュニティ |
| ---------------------------------------------- | ---------------------------------------------- |
| オープン日                                     | 2023年6月10日                                  |
| 商品ジャンル                                   | フォトサービス                                 |

スーパースター・プラザ・フォト・オポチュニティ（英: Super Star Plaza Photo Opportunity）は、「スーパー・ニンテンドー・ワールド」のエントランス「スーパースター・プラザ」にて、ロゴをバックにエントランス横の土管で写真撮影ができるフォトサービスである。
撮影した写真は、「スーパー・ニンテンドー・ワールド」内にあるフォトカウンターで確認・購入することができる。
このフォトサービスは、特別なイベント期間にも実施されており、2022年11月11日から2023年1月9日までと、2023年11月21日から2024年1月8日まで開催された「NO LIMIT! クリスマス」の期間中には、マリオとルイージをイメージした雪だるまや、プレゼントBOXをモチーフとした装飾がエントランスに施され、限定フォトサービスが提供されていた。

なお、通常の装飾によるフォトサービスは2023年6月10日から正式に開始された。

### ドンキーコング・フォト・オポチュニティ
| ドンキーコング・フォト・オポチュニティ | ドンキーコング・フォト・オポチュニティ |
| -------------------------------------- | -------------------------------------- |
| オープン日                             | 2024年12月11日                         |
| 商品ジャンル                           | フォトサービス                         |

ドンキーコング・フォト・オポチュニティ（英: Donkey Kong Photo Opportunity）は、「スーパー・ニンテンドー・ワールド」内で提供されているフォトサービスである。
このサービスでは、ドンキーコングとふれあった様子を撮影することができ、エリア内にあるフォトカウンターで写真を確認・購入できる。

### ドンキーコングのクレイジー・トロッコ・フォト
| ドンキーコングのクレイジー・トロッコ・フォト | ドンキーコングのクレイジー・トロッコ・フォト |
| -------------------------------------------- | -------------------------------------------- |
| オープン日                                   | 2024年12月11日                               |
| 商品ジャンル                                 | フォトサービス                               |

ドンキーコングのクレイジー・トロッコ・フォト（英: Mine Cart Madness Photo）は、アトラクション「ドンキーコングのクレイジー・トロッコ」の体験中に撮影された写真を購入できるフォトサービスである。
このサービスでは、アトラクションのスリリングな瞬間を捉えた写真を、アトラクションの出口に設置されたフォトカウンターで確認・購入することができる。特製デザインのフォトホルダーに入れて提供される。

### ファンキーコングのフライ・アンド・バイ
| ファンキーコングのフライ・アンド・バイ | ファンキーコングのフライ・アンド・バイ       |
| -------------------------------------- | -------------------------------------------- |
| オープン日                             | 2024年12月11日                               |
| 商品ジャンル                           | 『ドンキーコングシリーズ』キャラクターグッズ |

ファンキーコングのフライ・アンド・バイ（英: Funky's Fly 'n' Buy）は、ドンキーコングをテーマにしたグッズを販売するショップである。
このショップは、ゲーム『ドンキーコング トロピカルフリーズ』に登場する、ファンキーコングが営む同名のショップをモチーフとしており、ゲームの世界観を忠実に再現したデザインが特徴となっている。
店内では、ドンキーコングやディディーコングをモチーフにしたぬいぐるみ、アパレル、文房具、アクセサリーなど多彩なアイテムを取り揃えている。

### プリンセスピーチ・フォト・オポチュニティ
| プリンセスピーチ・フォト・オポチュニティ | プリンセスピーチ・フォト・オポチュニティ |
| ---------------------------------------- | ---------------------------------------- |
| オープン日                               | 2021年3月18日                            |
| 商品ジャンル                             | フォトサービス                           |

プリンセスピーチ・フォト・オポチュニティ（英: Princess Peach Photo Opportunity）は、「スーパー・ニンテンドー・ワールド」内で提供されているフォトサービスである。
このサービスでは、ピーチ城前のガゼボを舞台に、ピーチ姫とふれあった様子を撮影することができる。撮影した写真は、エリア内に設置されたフォトカウンターで確認・購入でき、特製デザインのフォトホルダーに入れて提供される。

### マリオ・モーターズ
| マリオ・モーターズ | マリオ・モーターズ             |
| ------------------ | ------------------------------ |
| オープン日         | 2021年3月18日                  |
| 商品ジャンル       | 『マリオカートシリーズ』グッズ |

マリオ・モーターズ（英: Mario Motors）は、『マリオカート』シリーズのグッズを中心に取り扱うショップである。
店内はガレージをイメージしたデザインとなっており、まるでマリオカートの整備工場に足を踏み入れたかのような雰囲気を楽しめる。ここでは、マリオやルイージ、ピーチ姫、クッパなどのキャラクターをモチーフにしたアパレルやアクセサリー、フィギュア、文房具など、多彩なマリオカート関連グッズが販売されている。
また、アトラクション「マリオカート 〜クッパの挑戦状〜」の出口と直結しているため、アトラクション体験後の興奮をそのままに、関連グッズを手に入れることができる。

### マリオ＆ルイージ・フォト・オポチュニティ
| マリオ＆ルイージ・フォト・オポチュニティ | マリオ＆ルイージ・フォト・オポチュニティ |
| ---------------------------------------- | ---------------------------------------- |
| オープン日                               | 2021年3月18日                            |
| 商品ジャンル                             | フォトサービス                           |

マリオ＆ルイージ・フォト・オポチュニティ（英: Mario & Luigi Photo Opportunity）は、スーパー・ニンテンドー・ワールド内で提供されているフォトサービスである。
このサービスでは、スーパーマリオ・ランド内でマリオとルイージとふれあった様子を撮影することができる。撮影後の写真は、エリア内のフォトカウンターで確認・購入でき、特製デザインのフォトホルダーに入れて提供される。

### ヨッシー・アドベンチャー・フォト
| ヨッシー・アドベンチャー・フォト | ヨッシー・アドベンチャー・フォト |
| -------------------------------- | -------------------------------- |
| オープン日                       | 2021年3月18日                    |
| 商品ジャンル                     | フォトサービス                   |

ヨッシー・アドベンチャー・フォト（英: Yoshi's Adventure Photo Opportunity）は、アトラクション「ヨッシー・アドベンチャー」の体験中に撮影された写真を購入できるフォトサービスである。
このサービスでは、ヨッシーとともに冒険する様子を捉えた写真を、「スーパー・ニンテンドー・ワールド」内のフォトカウンターで確認・購入することができる。写真は、パーク限定デザインの特製フォトホルダーに入れて提供される。

### ワンナップ・ファクトリー
| ワンナップ・ファクトリー | ワンナップ・ファクトリー             |
| ------------------------ | ------------------------------------ |
| オープン日               | 2021年3月18日                        |
| 商品ジャンル             | 『マリオシリーズ』キャラクターグッズ |

ワンナップ・ファクトリー（英: 1UP Factory）は、『マリオシリーズ』のキャラクターグッズを販売するショップである。
このショップは、「キノコ王国のおもちゃ工場」をコンセプトとしており、歯車やメーター、ベルトコンベアなどの工場をイメージさせる装飾が施されたユニークなデザインが特徴となっている。
店内では、『マリオシリーズ』に登場するキャラクターのなりきりグッズや、アパレル、文房具、アクセサリーなど多彩なアイテムが取り揃えられている。特に注目すべきは、任天堂の開発チームが企画・開発を手掛けた「トコトコマリオ」であり、このアイテムは世界で初めて「ワンナップ・ファクトリー」で販売された。

## パーク外

### ユニバーサル・スタジオ・ストア ユニバーサル・シティウォーク大阪店
| ユニバーサル・スタジオ・ストア ユニバーサル・シティウォーク大阪店 | ユニバーサル・スタジオ・ストア ユニバーサル・シティウォーク大阪店 |
| ----------------------------------------------------------------- | ----------------------------------------------------------------- |
| オープン日                                                        | 2018年7月20日                                                     |
| 商品ジャンル                                                      | アパレル、アクセサリー（3階） 菓子、ぬいぐるみ（4階）             |

ユニバーサル・スタジオ・ストア ユニバーサル・シティウォーク大阪店（英: Universal Studios Store Universal City Walk Osaka）は、ユニバーサル・シティウォーク大阪に位置する、パーク外では最大規模のオフィシャルストアである。
このストアは、「パークの楽しさそのままに、ゲストがパーク体験の前後もワクワク・ドキドキし、笑顔になれるストア」をコンセプトにしており、映画の撮影スタジオをテーマにした店内には、撮影スタッフをイメージしたクルーや、機材用ケースをデザインした商品棚などが配置されている。デザイン総監修は、パーク部長のスティーブ・テイタムが担当している。
JR「ユニバーサルシティ駅」からパークへの導線上に位置しているため、パーク入場前の身に着けグッズの購入や、退場後のお土産の買い足しに便利なロケーションとなっている。ストアは2つのフロアで構成されており、駅とつながる3階フロアにはアパレルやアクセサリーが揃い、4階フロアではお菓子やぬいぐるみなどが販売されている。
オープン当日には、TKOの木本武宏と木下隆行、そしてミニオンたちが登場するオープニングセレモニーが開催され、多くのゲストで賑わった。さらに、2019年7月1日には、ゲストからの人気を受けて3階フロアの売り場面積を286平方メートルから395平方メートルに拡張し、グッズの取り扱いを拡充してリニューアルオープンした。

2019年7月1日、ゲストからの人気が高かった3階フロアの売り場面積を286平方メートルから395平方メートルに拡張し、グッズの取扱いを拡充し、リニューアルオープンした。

### ユニバーサル・スタイル・ストア
| ユニバーサル・スタイル・ストア | ユニバーサル・スタイル・ストア    |
| ------------------------------ | --------------------------------- |
| オープン日                     | 2023年4月28日                     |
| 商品ジャンル                   | 身に着けグッズ キャラクターグッズ |

ユニバーサル・スタイル・ストア（英: Universal Style Store）は、ユニバーサル・シティウォーク大阪に位置する、身に着けグッズを中心としたキャラクターグッズを取り扱うショップである。
店内には、バケットハット、サングラス、アクセサリー、ソックス、バッグなど、多彩なアイテムが取り揃えられており、これらを組み合わせたコーディネートは約4,000通りにも及ぶ。さらに、ユニバーサル・シティウォーク大阪内にある「ユニバーサル・スタジオ・ストア」のTシャツと組み合わせることで、約40,000通り以上のコーディネートが可能となる。
また、ショップ内には「USJコーデマスター」と呼ばれるスタイリストが常駐しており、ゲストが自分に合ったスタイルを相談しながら選ぶことができるサービスも提供されている。
なお、ユニバーサル・スタイル・ストアは2025年2月4日より一時クローズしており、再開時期については未定となっている。

## クローズしたショップ

### ハリウッド・エリア

#### ムービー・モンスター
| ムービー・モンスター | ムービー・モンスター                 |
| -------------------- | ------------------------------------ |
| オープン日           | 2001年3月31日 (USJと同時にオープン)  |
| クローズ日           | 不明                                 |
| 商品ジャンル         | 『ユニバーサル・モンスターズ』グッズ |

ムービー・モンスター（英: Movie Monsters）は、ハリウッド・エリアにかつて存在していた、『ユニバーサル・モンスターズ』のグッズを取り扱うショップである。
このショップでは、『ユニバーサル・モンスターズ』シリーズに登場するクラシックなモンスターたちをモチーフにしたグッズが販売され、ホラー映画ファンを中心に人気を集めていた。
その後、店舗は「シネマギャラリー」、「ハリウッド・パーティ」を経て、現在は「ユニバーサル・スタジオ・セレクト」として運営されている。

#### バックロット・フォト
| バックロット・フォト | バックロット・フォト                          |
| -------------------- | --------------------------------------------- |
| オープン日           | 2001年3月31日 (USJと同時にオープン)           |
| クローズ日           | 不明                                          |
| 商品ジャンル         | ハリウッド映画グッズ DVD 直筆サイン入りグッズ |

バックロット・フォト（英: Backlot Photo）は、ハリウッド・エリアにかつて存在していた、ハリウッド映画のスターをフィーチャーしたアイテムや映画のポスター、DVD、直筆サイン入りグッズなどを取り扱うショップである。
その後、店舗はリニューアルされ、現在は「バックロット・アクセサリー」として運営されている。

#### シネマギャラリー
| シネマギャラリー | シネマギャラリー     |
| ---------------- | -------------------- |
| オープン日       | 不明                 |
| クローズ日       | 不明                 |
| 商品ジャンル     | ハリウッド映画グッズ |

シネマギャラリー（英: Cinema Gallery）は、ハリウッド・エリアおよびニューヨーク・エリアにかつて存在していた、名作映画のポスターやハリウッドスターのサインフォト、原画などを取り扱っていたショップである。
映画ファンにとって魅力的なコレクターズアイテムを中心に販売しており、ハリウッド映画の歴史や名シーンを感じさせる展示とグッズで人気を集めていた。
時期は不明だが、店舗は現「ユニバーサル・スタジオ・スーベニア」の一部に移設されたものの、その店舗も2019年5月27日にクローズ。その後、「ハリウッド・パーティ」を経て、現在は「ユニバーサル・スタジオ・セレクト」として運営されている。

#### モーション・ピクチャー・ストア
| モーション・ピクチャー・ストア | モーション・ピクチャー・ストア      |
| ------------------------------ | ----------------------------------- |
| オープン日                     | 2001年3月31日 (USJと同時にオープン) |
| クローズ日                     | 2002年11月4日                       |
| 商品ジャンル                   | ハリウッド映画グッズ                |

モーション・ピクチャー・ストア（英: The Motion Picture Store）は、ハリウッド・エリアにかつて存在していた、ハリウッド映画のグッズを取り扱うショップである。
このショップでは、ユニバーサル・スタジオ作品をはじめとするハリウッド映画に関連したアパレル、アクセサリー、ポスター、DVD、フィギュアなどのオリジナルグッズが取り揃えられていた。
その後、店舗はリニューアルされ、現在は「シネマ 4-D ストア」として運営されている。

#### カリフォルニア・ペーパー・カンパニー
| カリフォルニア・ペーパー・カンパニー | カリフォルニア・ペーパー・カンパニー |
| ------------------------------------ | ------------------------------------ |
| オープン日                           | 2001年3月31日 (USJと同時にオープン)  |
| クローズ日                           | 不明                                 |
| 商品ジャンル                         | 文房具                               |

カリフォルニア・ペーパー・カンパニー（英: California Paper Co.）は、ハリウッド・エリアにかつて存在していた、文房具を取り扱うショップである。
このショップでは、ユニバーサル・スタジオ・ジャパン限定デザインのノートやペン、ファイルなどの文房具が取り揃えられており、お土産としても人気の高いアイテムが多く販売されていた。
その後、店舗はリニューアルされ、「スタジオスタイル・イン・ピンク」を経て、現在は「スタジオスタイル」として運営されている。

#### グルメギフト
| グルメギフト | グルメギフト                        |
| ------------ | ----------------------------------- |
| オープン日   | 2001年3月31日 (USJと同時にオープン) |
| クローズ日   | 2008年初頭                          |
| 商品ジャンル | スウィーツ キッチン・グッズ         |

グルメギフト（英: Gourmet Gifts）は、ハリウッド・エリアにかつて存在していた、スウィーツやキッチン・グッズを取り扱うショップである。
店内では、パーク限定のスウィーツやお菓子、料理をテーマにした雑貨やキッチン用品が販売されており、お土産や家庭用として人気の高い商品が揃っていた。
その後、店舗はリニューアルされ、「アビー・グルメギフト」および「キャラクターズ・フォー・ユー」を経て、現在は「ハリウッド・スペシャルティ・ストア」として運営されている。

#### E.T. トイ・クローゼット
| E.T. トイ・クローゼット | E.T. トイ・クローゼット             |
| ----------------------- | ----------------------------------- |
| オープン日              | 2001年3月31日 (USJと同時にオープン) |
| クローズ日              | 2009年5月10日                       |
| 商品ジャンル            | 『E.T.』グッズ                      |

E.T. トイ・クローゼット（英: E.T. Toy Closet）は、ハリウッド・エリアにかつて存在していた、映画『E.T.』のグッズを専門に取り扱うショップである。
このショップでは、『E.T.』をテーマにしたぬいぐるみ、アパレル、文房具、アクセサリーなど、多彩なオリジナルグッズが販売されていた。さらに、E.T.との記念撮影ができる特設スペースも設置されていた。
しかし、ショップは目の前にあったアトラクション「E.T. アドベンチャー」のクローズと同じく、2009年5月10日をもって営業を終了した。
その後、店舗はリニューアルされ、現在は「スペース・ファンタジー・ステーション」として運営されている。

#### アニメ・セレブレーション・フォト・スタジオ
| アニメ・セレブレーション・フォト・スタジオ | アニメ・セレブレーション・フォト・スタジオ |
| ------------------------------------------ | ------------------------------------------ |
| オープン日                                 | 2001年3月31日 (USJと同時にオープン)        |
| クローズ日                                 | 2010年初頭                                 |
| 商品ジャンル                               | フォトスタジオ                             |

アニメ・セレブレーション・フォト・スタジオ（英: Animation Celebration Photo Studio）は、ハリウッド・エリアにかつて存在していたフォトスタジオである。
このスタジオでは、人気アニメキャラクターとの合成写真を使ったオリジナル缶バッジや絵本などのグッズを作成・販売していた。
その後、スタジオはリニューアルされ、現在は「エターナル・ウィッシュ ～みんなの願い星～」として運営されている。

#### アビー・グルメギフト
| アビー・グルメギフト | アビー・グルメギフト   |
| -------------------- | ---------------------- |
| オープン日           | 2008年7月9日           |
| クローズ日           | 2011年2月              |
| 商品ジャンル         | アビー・カダビーグッズ |

アビー・グルメギフト（英: Abby Gourmet Gifts）は、ハリウッド・エリアにかつて存在していた、アビー・カダビーのグッズを取り扱うショップである。
このショップでは、『セサミストリート』のキャラクター、アビー・カダビーをテーマにしたお菓子や雑貨、ファン向けのオリジナルグッズが販売されており、子どもやファミリー層を中心に人気を集めていた。
その後、店舗は「キャラクターズ・フォー・ユー」を経て、現在は「ハリウッド・スペシャルティ・ストア」として運営されている。

#### ブラウンダービー
| ブラウン・ダービー | ブラウン・ダービー                  |
| ------------------ | ----------------------------------- |
| オープン日         | 2001年3月31日 (USJと同時にオープン) |
| クローズ日         | 2011年10月                          |
| 商品ジャンル       | 帽子 アクセサリー                   |

ブラウンダービー（英: The Brown Derby）は、ハリウッド・エリアにかつて存在していた、帽子やアクセサリーを取り扱うショップである。
このショップは、スタイリッシュな帽子やファッションアクセサリーを中心に展開しており、特に2007年3月のリニューアル後は、女性向けアイテムを多数取り扱うショップとして、多くのゲストに親しまれていた。
しかし、2011年10月にクローズ。その後、「モッピーのラッキー・スポット」を経て、現在は「イッツ・ソー・フラッフィ！」として運営されている。

#### ハリウッド・バックロット・ブティック
| ハリウッド・バックロット・ブティック | ハリウッド・バックロット・ブティック |
| ------------------------------------ | ------------------------------------ |
| オープン日                           | 2001年3月31日 (USJと同時にオープン)  |
| クローズ日                           | 2012年初頭                           |
| 商品ジャンル                         | ファッションアイテム                 |

ハリウッド・バックロット・ブティック（英: Hollywood Backlot Boutique）は、ハリウッド・エリアにかつて存在していた、ファッションアイテムを取り扱うショップである。
このショップでは、ユニバーサル・スタジオ・ジャパン限定のアパレルやアクセサリー、帽子など、パークでのファッションを楽しむためのアイテムが豊富に取り揃えられていた。
その後、店舗はリニューアルされ、「Smoo・chu」を経て、現在は「ハローキティ・デザインスタジオ」として運営されている。

#### スタジオスタイル・イン・ピンク
| スタジオスタイル・イン・ピンク | スタジオスタイル・イン・ピンク |
| ------------------------------ | ------------------------------ |
| オープン日                     | 不明                           |
| クローズ日                     | 2016年6月30日                  |
| 商品ジャンル                   | 『ピンク・パンサー』グッズ     |

スタジオスタイル・イン・ピンク（英: Studio Style in Pink）は、ハリウッド・エリアにかつて存在していた、『ピンク・パンサー』のグッズを取り扱うショップである。
このショップでは、『ピンク・パンサー』をテーマにしたアパレル、アクセサリー、文房具、ぬいぐるみなどのオリジナルグッズが販売されており、キャラクターファンやおしゃれなデザインを好むゲストに人気を集めていた。ピンクを基調としたスタイリッシュな店内デザインも特徴で、フォトスポットとしても親しまれていた。
しかし、2016年6月30日、ゲストへの事前告知なしにクローズ。その後、現在は「スタジオスタイル」として運営されている。

#### ハローキティ・セレブリティ・スタイル
| ハローキティ・セレブリティ・スタイル | ハローキティ・セレブリティ・スタイル |
| ------------------------------------ | ------------------------------------ |
| オープン日                           | 2005年3月18日                        |
| クローズ日                           | 2017年初頭                           |
| 商品ジャンル                         | ハローキティグッズ                   |

ハローキティ・セレブリティ・スタイル（英: Hello Kitty's Celebrity Style）は、ハリウッド・エリアにかつて存在していた、ハローキティのグッズを取り扱うショップである。
このショップでは、ハローキティをテーマにしたアパレル、アクセサリー、ぬいぐるみ、文房具などのオリジナルグッズが販売されており、ファンやファミリー層を中心に人気を集めたスポットであった。
その後、店舗は「ピーナッツ・コーナーストア」を経て、現在は「ハリウッド・スペシャルティ・ストア」として運営されている。

#### Smoo・chu
| Smoo・chu    | Smoo・chu            |
| ------------ | -------------------- |
| オープン日   | 2012年3月14日        |
| クローズ日   | 2017年2月            |
| 商品ジャンル | ファッションアイテム |

Smoo・chu（読み：スムーチュ）は、ハリウッド・エリアにかつて存在していた、ファッションアイテムを取り扱うショップである。
ショップ名の「Smoo・chu」は、「Smooch（情熱的な口づけ）」と「chu（チュー）」を組み合わせた造語であり、唇とハートをモチーフにしたブランドマークが特徴だった。このブランドマークは、キスをするのが大好きで、気に入ったものを見つけるとすぐにキスをしてしまうクマ「Smoo・chu」が残したキスマークというユニークな設定を持つ。
その後、「Smoo・chu」はクローズし、現在は「ハローキティ・デザインスタジオ」として運営されている。

#### モッピーのラッキー・スポット
| モッピーのラッキー・スポット | モッピーのラッキー・スポット |
| ---------------------------- | ---------------------------- |
| オープン日                   | 2011年10月30日               |
| クローズ日                   | 2018年10月                   |
| 商品ジャンル                 | モッピーグッズ               |

モッピーのラッキー・スポット（英: Moppy's Lucky Spot）は、ハリウッド・エリアにかつて存在していた、『セサミストリート』のパーク発オリジナルキャラクター「モッピー」のグッズを取り扱うショップである。
このショップでは、モッピーをモチーフにしたぬいぐるみ、アパレル、ステーショナリーなどのオリジナルグッズが販売されており、子どもから大人まで幅広いゲストに親しまれていた。特に人気を集めたのは、ショップ内に設置されていた顔認証システムを利用した「ラッキー度診断」コーナーで、ゲストは自分の「ラッキー度」を診断し、モッピーとの特別な体験を楽しむことができた。
しかし、2018年10月にゲストへの事前告知なしにクローズ。その後、現在は「イッツ・ソー・フラッフィ！」として運営されている。

#### ハリウッド・パーティ
| ハリウッド・パーティ | ハリウッド・パーティ |
| -------------------- | -------------------- |
| オープン日           | 不明                 |
| クローズ日           | 2019年7月4日         |
| 商品ジャンル         | 身に着けグッズ       |

ハリウッド・パーティ（英: Hollywood Party）は、ハリウッド・エリアにかつて存在していた、身に着けグッズを取り扱うショップである。
店内では、Tシャツやキャップ、アクセサリーなど、パーク内でのファッションを楽しむためのアイテムが取り揃えられており、パーク体験をより特別なものにするための必須アイテムを提供していた。
しかし、2019年7月4日、ゲストへの事前告知なしにクローズし、現在は「ユニバーサル・スタジオ・セレクト」として運営されている。

#### ダークルーム
| ダークルーム | ダークルーム                            |
| ------------ | --------------------------------------- |
| オープン日   | 2001年3月31日 (USJと同時にオープン)     |
| クローズ日   | 2020年1月13日                           |
| 商品ジャンル | カメラ用品 『トランスフォーマー』グッズ |

ダークルーム（英: The Darkroom）は、ハリウッド・エリアにかつて存在していたショップである。
パーク開園当初は、カメラのフィルムや乾電池といった写真関連アイテムを取り扱っており、後に現像機も設置されるなど、写真現像サービスを提供するショップとして機能していた。当時は、パークで撮影した写真をその場で現像できる便利なスポットとして、多くのゲストに利用されていた。
その後、2017年6月29日からは『トランスフォーマー』のグッズを取り扱うショップへとリニューアル。アクションフィギュアやアパレルなど、『トランスフォーマー』シリーズのファン向けのアイテムが取り揃えられたショップとして生まれ変わった。
しかし、さらにリニューアルが行われ、現在は「マリオ・カフェ＆ストア」として運営されている。

#### キャラクターズ・フォー・ユー
| キャラクターズ・フォー・ユー | キャラクターズ・フォー・ユー |
| ---------------------------- | ---------------------------- |
| オープン日                   | 2011年                       |
| クローズ日                   | 2024年5月19日                |
| 商品ジャンル                 | 『セサミストリート』グッズ   |

キャラクターズ・フォー・ユー（英: Characters 4 U）は、ハリウッド・エリアにかつて存在していた、『セサミストリート』のグッズを専門に取り扱うショップである。
このショップでは、エルモ、クッキーモンスター、アビー・カダビーなど『セサミストリート』の人気キャラクターをモチーフにしたぬいぐるみ、アパレル、文房具、お菓子などのオリジナルグッズが多数取り揃えられていた。
しかし、隣接する「ピーナッツ・コーナーストア」とともに、2024年5月19日をもってクローズ。その後、店舗はリニューアルされ、現在は「ハリウッド・スペシャルティ・ストア」として運営されている。

#### ピーナッツ・コーナーストア
| ピーナッツ・コーナーストア | ピーナッツ・コーナーストア |
| -------------------------- | -------------------------- |
| オープン日                 | 2017年3月16日              |
| クローズ日                 | 2024年5月19日              |
| 商品ジャンル               | 『ピーナッツ』グッズ       |

ピーナッツ・コーナーストア（英: Peanuts Corner Store）は、ハリウッド・エリアにかつて存在していた、『ピーナッツ』のグッズを専門に取り扱うショップである。
このショップでは、スヌーピーやチャーリー・ブラウン、ルーシーといった『ピーナッツ』の人気キャラクターをモチーフにしたアパレル、文房具、ぬいぐるみ、雑貨などのオリジナルグッズが取り揃えられていた。
もともとこの店舗は、「ハローキティ・セレブリティ・スタイル」としてハローキティのグッズを取り扱っていたが、クローズ後、2017年3月16日に『ピーナッツ』専門のショップとしてリニューアルオープンした。
その後、隣接する「キャラクターズ・フォー・ユー」とともに、2024年5月19日をもってクローズ。現在は、「ハリウッド・スペシャルティ・ストア」として運営されている。

### ニューヨーク・エリア

#### エンパイア・ステート・デパートメントストア
| エンパイア・ステート・デパートメントストア | エンパイア・ステート・デパートメントストア |
| ------------------------------------------ | ------------------------------------------ |
| オープン日                                 | 2001年3月31日 (USJと同時にオープン)        |
| クローズ日                                 | 2003年末葉                                 |
| 商品ジャンル                               | 生活雑貨                                   |

エンパイア・ステート・デパートメントストア（英: Empire State Dept. Store）は、ニューヨーク・エリアにかつて存在していた、ハイクラスな生活雑貨を取り扱うショップである。
このショップでは、高品質なインテリア雑貨やファッションアイテム、ギフト向けの上品なアクセサリーなどを取り揃えており、洗練されたデザインの商品を求めるゲストに人気を集めていた。
その後、ショップはリニューアルされ、「アメージング・スパイダーマン・ストア」として運営された。
しかし、現在は長期の大規模修繕を行っており、再オープン時期や新たな施設の詳細は未発表となっている。

#### サイバーダイン・プロダクト・ショーケース
| サイバーダイン・プロダクト・ショーケース | サイバーダイン・プロダクト・ショーケース |
| ---------------------------------------- | ---------------------------------------- |
| オープン日                               | 2001年3月31日 (USJと同時にオープン)      |
| クローズ日                               | 2010年末葉                               |
| 商品ジャンル                             | 『ターミネーター』グッズ                 |

サイバーダイン・プロダクト・ショーケース（英: Cyberdyne Product Showcase）は、ニューヨーク・エリアにかつて存在していた、映画『ターミネーター』シリーズのグッズを取り扱うショップである。
このショップでは、『ターミネーター』シリーズに登場するキャラクターやシーンをモチーフにしたフィギュア、アパレル、アクセサリー、文房具など、多彩なオリジナルグッズを販売していた。
店内のデザインやディスプレイも、サイバーダイン社の研究施設をイメージした近未来的な装飾が施されており、映画の世界観を体感できる空間となっていた。
その後、ショップは「10th ユニバーサリー」を経て、現在は「ユニバーサル・スタジオ・スーベニア」として運営されている。

#### 10th ユニバーサリー
| 10th ユニバーサリー | 10th ユニバーサリー |
| ------------------- | ------------------- |
| オープン日          | 2011年3月3日        |
| クローズ日          | 2011年末葉          |
| 商品ジャンル        | 10周年記念グッズ    |

10th ユニバーサリー（英: 10th Unniversary）は、ニューヨーク・エリアにかつて存在していた、ユニバーサル・スタジオ・ジャパンの10周年を記念したグッズを取り扱うショップである。
このショップでは、10周年限定デザインのアパレルやアクセサリー、記念グッズ、ステーショナリーなど、特別感あふれるアイテムが販売されていた。10周年ロゴをあしらったアイテムや、当時人気のキャラクターがデザインされたオリジナルグッズが揃っていた。
その後、「10th ユニバーサリー」は役目を終え、現在は「ユニバーサル・スタジオ・スーベニア」として運営されている。

#### ワンダーピックス
| ワンダーピックス | ワンダーピックス                    |
| ---------------- | ----------------------------------- |
| オープン日       | 2001年3月31日 (USJと同時にオープン) |
| クローズ日       | 2018年10月                          |
| 商品ジャンル     | フォトスタジオ                      |

ワンダーピックス（英: Wonder Pix）は、ニューヨーク・エリアにかつて存在していたフォトスタジオである。
このスタジオでは、『ジュラシック・パーク』や『E.T.』などのユニバーサル映画の名場面を背景に、ゲストが記念撮影を楽しめるサービスを提供していた。ゲストはオリジナルのフォトフレームやアルバムとともに、自分だけの特別な写真を持ち帰ることができた。
外観は、映画『レイジング・ブル』に登場する「ニュース・スタンド」をモデルとしており、ニューヨークの街並みに溶け込むようなクラシックなデザインが特徴であった。
その後、ワンダーピックスはクローズし、現在は「フォーティセカンド・ストリート・スタジオ ～グリーティング・ギャラリー～」としてリニューアルオープンしている。

#### シネマギャラリー
| シネマギャラリー | シネマギャラリー                     |
| ---------------- | ------------------------------------ |
| オープン日       | 不明                                 |
| クローズ日       | 2019年5月27日                        |
| 商品ジャンル     | ユニバーサル・スタジオ映画作品グッズ |

シネマギャラリー（英: Cinema Gallery）は、ニューヨーク・エリアにかつて存在していた、名作映画のポスターやハリウッドスターのサインフォト、原画などを取り扱うショップである。
このショップでは、ユニバーサル・スタジオが誇るクラシック映画やハリウッドの名作に関連した貴重なアイテムを多数販売しており、映画ファンやコレクターにとって必見のスポットであった。オリジナルポスターや著名なハリウッドスターの直筆サインフォト、映画の原画やプロップのレプリカなど、シネマティックな魅力にあふれる商品がラインナップされていた。
ショップはアトラクション「ターミネーター 2:3-D」の出口に直結しており、アトラクションを体験したゲストがスムーズに訪れ、映画の世界観を余韻として楽しめる構造となっていた。また、隣接する「ユニバーサル・スタジオ・スーベニア」とも直結しており、映画関連グッズを求めるゲストにとって便利なショッピングエリアを形成していた。
なお、シネマギャラリーは時期不明ながら、「ユニバーサル・スタジオ・セレクト」から移設されたとされている。

#### アメージング・スパイダーマン・ストア
| アメージング・スパイダーマン・ストア | アメージング・スパイダーマン・ストア |
| ------------------------------------ | ------------------------------------ |
| オープン日                           | 2004年1月23日                        |
| クローズ日                           | 2024年1月22日                        |
| 商品ジャンル                         | スパイダーマングッズ                 |

アメージング・スパイダーマン・ストア（英: The Amazing Spider-Man Store）は、ニューヨーク・エリアにかつて存在していた、スパイダーマンのグッズを取り扱うショップである。
このショップは、アトラクション「アメージング・アドベンチャー・オブ・スパイダーマン・ザ・ライド 4K3D」の出口に直結しており、アトラクション体験後にスパイダーマン関連のオリジナルグッズを購入できるスポットとして人気を集めた。フィギュアやアパレル、アクセサリー、文房具など多彩なアイテムがラインナップされていた。
ショップの外観は、映画『ティファニーで朝食を』に登場する「スタインズ」と、映画『34丁目の奇跡』に登場する「メイシーズ」をモデルとしており、ニューヨークの街並みを再現した洗練されたデザインが特徴であった。
しかし、「アメージング・アドベンチャー・オブ・スパイダーマン・ザ・ライド 4K3D」のクローズと同時にこのショップも営業を終了。
現在は長期の大規模修繕が行われており、再オープンの時期や新たな施設の詳細は未発表となっている。

#### アメージング・スパイダーマン・ザ・ライド・フォト
| アメージング・スパイダーマン・ザ・ライド・フォト | アメージング・スパイダーマン・ザ・ライド・フォト |
| ------------------------------------------------ | ------------------------------------------------ |
| オープン日                                       | 2004年1月23日                                    |
| クローズ日                                       | 2024年1月22日                                    |
| 商品ジャンル                                     | フォトサービス                                   |

アメージング・スパイダーマン・ザ・ライド・フォト（英: The Amazing Spider-Man The Ride Photo）は、ニューヨーク・エリアにかつて存在していたフォトサービスである。
このサービスは、アトラクション「アメージング・アドベンチャー・オブ・スパイダーマン・ザ・ライド 4K3D」体験中に撮影された写真を確認・購入できるもので、アトラクション出口に直結していたため、ゲストはライドの興奮をそのまま写真として持ち帰ることができた。
アトラクションのクローズと同時に、このフォトサービスも営業を終了した。現在、同エリアは長期の大規模修繕が行われており、再オープン時期や新たな施設の詳細については未発表となっている。

#### アメージング・スパイダーマン・フォト・オポチュニティ
| アメージング・スパイダーマン・フォト・オポチュニティ | アメージング・スパイダーマン・フォト・オポチュニティ |
| ---------------------------------------------------- | ---------------------------------------------------- |
| オープン日                                           | 2004年1月23日                                        |
| クローズ日                                           | 2024年1月22日                                        |
| 商品ジャンル                                         | フォトサービス                                       |

アメージング・スパイダーマン・フォト・オポチュニティ（英: The Amazing Spider-Man Photo Opportunity）は、ニューヨーク・エリアにかつて存在していたフォトサービスである。
このサービスでは、クモの糸に吊り下がったスパイダーマンと一緒に写真を撮影できる体験型フォトスポットが提供されており、その場で写真を確認・購入することができた。
しかし、「アメージング・アドベンチャー・オブ・スパイダーマン・ザ・ライド 4K3D」のクローズと同時に、このフォトサービスも営業を終了した。
現在、このエリアはハリウッド・エリアとニューヨーク・エリアを繋ぐ通路として開放されており、再開発や新たな施設のオープンについての詳細は発表されていない。

### サンフランシスコ・エリア

#### ベイサイド・ミュージック・アンド・ギフト
| ベイサイド・ミュージック・アンド・ギフト | ベイサイド・ミュージック・アンド・ギフト |
| ---------------------------------------- | ---------------------------------------- |
| オープン日                               | 2001年3月31日 (USJと同時にオープン)      |
| クローズ日                               | 2003年                                   |
| 商品ジャンル                             | CD・ビデオ                               |

ベイサイド・ミュージック・アンド・ギフト（英: Bayside Music & Gifts）は、サンフランシスコ・エリアにかつて存在していた、世界中のCDやビデオを取り扱うショップである。
このショップでは、映画のサウンドトラックやユニバーサル映画に関連する音楽、さらにはさまざまなジャンルのビデオ作品が豊富に揃えられていた。
その後、ショップは「バックドラフト・レスキュー・ギア」としてリニューアルされ、映画『バックドラフト』に関連するグッズを取り扱うショップとなった。
最終的に、このエリアはレストラン「ハピネス・カフェ」に吸収され、ショップとしての営業を終了した。

#### バックドラフト・レスキュー・ギア
| バックドラフト・レスキュー・ギア | バックドラフト・レスキュー・ギア |
| -------------------------------- | -------------------------------- |
| オープン日                       | 2003年                           |
| クローズ日                       | 2004年                           |
| 商品ジャンル                     | 『バックドラフト』グッズ         |

バックドラフト・レスキュー・ギア（英: Backdraft Rescue Gear）は、サンフランシスコ・エリアにかつて存在していた、映画『バックドラフト』の関連グッズを取り扱うショップである。
このショップでは、映画に登場する消防士の装備やユニフォームをモチーフにしたアイテム、Tシャツ、キャップ、マグカップなど、多彩なグッズが販売されていた。
しかし、ショップは後に営業を終了し、現在はレストラン「ハピネス・カフェ」に吸収されている。

#### バック・トゥ・ザ・フューチャー・ギフト
| バック・トゥ・ザ・フューチャー・ギフト | バック・トゥ・ザ・フューチャー・ギフト   |
| -------------------------------------- | ---------------------------------------- |
| オープン日                             | 2001年3月31日 (USJと同時にオープン)      |
| クローズ日                             | 2016年5月31日                            |
| 商品ジャンル                           | 『バック・トゥ・ザ・フューチャー』グッズ |

バック・トゥ・ザ・フューチャー・ギフト（英: Back To The Future Gifts）は、サンフランシスコ・エリアにかつて存在していた、映画『バック・トゥ・ザ・フューチャー』のグッズを取り扱うショップである。
このショップでは、映画に登場するデロリアンをモチーフにしたアイテムや、キャラクター関連グッズ、Tシャツ、アクセサリーなど、ファン必見のアイテムを多数取り揃えていた。
しかし、「バック・トゥ・ザ・フューチャー・ザ・ライド」のクローズと同時に、このショップも営業を終了した。
現在、このエリアは「ミニオン・パーク」としてリニューアルされている。

#### サンフランシスコ・キャンディーズ
| サンフランシスコ・キャンディーズ | サンフランシスコ・キャンディーズ                                              |
| -------------------------------- | ----------------------------------------------------------------------------- |
| オープン日                       | 2001年3月31日 (USJと同時にオープン)                                           |
| クローズ日                       | 2023年9月3日                                                                  |
| 商品ジャンル                     | ワッフル 『セサミストリート』グッズ ティムグッズ パーク開園20周年記念グッズ等 |

サンフランシスコ・キャンディーズ（英: San Francisco Candies）は、サンフランシスコ・エリアにかつて存在していたショップである。
このショップでは、ワッフルやスウィーツをはじめ、『セサミストリート』のキャラクターグッズ、映画『怪盗グルー』シリーズに登場するミニオンや、人気のくまのぬいぐるみ「ティム」の関連グッズ、さらにはパークの開園20周年を記念した限定アイテムなど、多彩な商品を取り扱っていた。
ショップの外観は、サンフランシスコの有名な観光名所「ギラデリ」をモデルにしており、クラシカルで落ち着いた雰囲気が特徴的だった。
しかし、「サンフランシスコ・キャンディーズ」は、事前にゲストへの告知がないままクローズとなった。閉店後の後継施設については、現在も明らかにされていない。

### アミティ・ビレッジ

#### アミティ・アイランド・ギフト
| アミティ・アイランド・ギフト | アミティ・アイランド・ギフト        |
| ---------------------------- | ----------------------------------- |
| オープン日                   | 2001年3月31日 (USJと同時にオープン) |
| クローズ日                   | 2024年5月6日                        |
| 商品ジャンル                 | 『ジョーズ』グッズ                  |

アミティ・アイランド・ギフト（英: Amity Island Gifts）は、アミティ・ビレッジにかつて存在していた、映画『ジョーズ』のグッズを取り扱うショップである。
このショップは、アトラクション「ジョーズ」の出口に直結しており、ゲストがアトラクションを体験した直後に立ち寄って、『ジョーズ』の世界観を反映したさまざまな商品を購入できる場所として人気を集めていた。ラインナップには、映画に登場するサメをモチーフにしたぬいぐるみやTシャツ、マグカップ、キーホルダーなどの定番アイテムがそろっていた。
ショップの外観や内装も、映画の舞台であるアミティ・アイランドの雰囲気を忠実に再現しており、海辺のリゾート地にあるギフトショップのようなカジュアルで開放的な雰囲気が特徴的だった。サメの模型や映画の名シーンを想起させる装飾が施され、写真撮影を楽しむゲストも多かった。
しかし、「アミティ・アイランド・ギフト」は営業を終了し、現在は隣接する「アミティ・ランディング・レストラン」が拡張され、その場所は飲食スペースとして利用されている。

### ウエスタン・エリア

#### マナジェリー
| マナジェリー | マナジェリー                          |
| ------------ | ------------------------------------- |
| オープン日   | 2001年3月31日 (USJと同時にオープン)   |
| クローズ日   | 2006年5月7日                          |
| 商品ジャンル | アニマル・アクター キャラクターグッズ |

マナジェリー（英: The Menagerle）は、ウエスタン・エリアにかつて存在していた、アニマル・アクターやキャラクターのグッズを取り扱うショップである。
このショップは、映画やショーに登場する動物キャラクターをテーマにした商品を豊富に取り揃えており、ぬいぐるみや文房具、アパレルなど、子どもから大人まで楽しめるアイテムが並んでいた。『アニマル・アクターズ・ステージ』と連動したグッズも多く、動物をモチーフにしたユニークなデザインの商品は、訪れたゲストに特に人気だった。
「マナジェリー」は、ウエスタン・エリアの雰囲気に合わせた内装と外観が特徴で、アメリカ西部の小さな町にある雑貨店を思わせるデザインが施されていた。
ウエスタン・エリアとともに2006年5月7日に営業を終了した。その後、跡地はランド・オブ・オズを経て、現在はユニバーサル・ワンダーランドとなっている。

### ランド・オブ・オズ

#### マンチキン・マーケット
| ランド・オブ・オズ | ランド・オブ・オズ                                            |
| ------------------ | ------------------------------------------------------------- |
| オープン日         | 2006年7月12日                                                 |
| クローズ日         | 2011年2月15日                                                 |
| 商品ジャンル       | 映画『オズの魔法使い』グッズ ミュージカル『ウィケッド』グッズ |

マンチキン・マーケット（英: Munchkin Market）は、ランド・オブ・オズにかつて存在していた、映画『オズの魔法使い』およびミュージカル『ウィケッド』のグッズを取り扱うショップである。
このショップは、2006年7月12日に「ランド・オブ・オズ」のオープンとともに開業し、2011年2月15日まで営業していた。『オズの魔法使い』の象徴的なアイテムや、『ウィケッド』に登場するキャラクターをモチーフにしたグッズを多数取り揃え、映画やミュージカルの世界観を楽しめるスポットとして、多くのゲストに親しまれていた。
2011年2月15日にランド・オブ・オズの終了とともにクローズ。その後、跡地はユニバーサル・ワンダーランドへとリニューアルされた。